# Heuchera micrantha
Heuchera micrantha är en stenbräckeväxtart som beskrevs av David Douglas. Heuchera micrantha ingår i släktet alunrötter, och familjen stenbräckeväxter.

## Underarter
Arten delas in i följande underarter:
- H. m. diversifolia
- H. m. erubescens
- H. m. hartwegii
- H. m. macropetala

## Bildgalleri

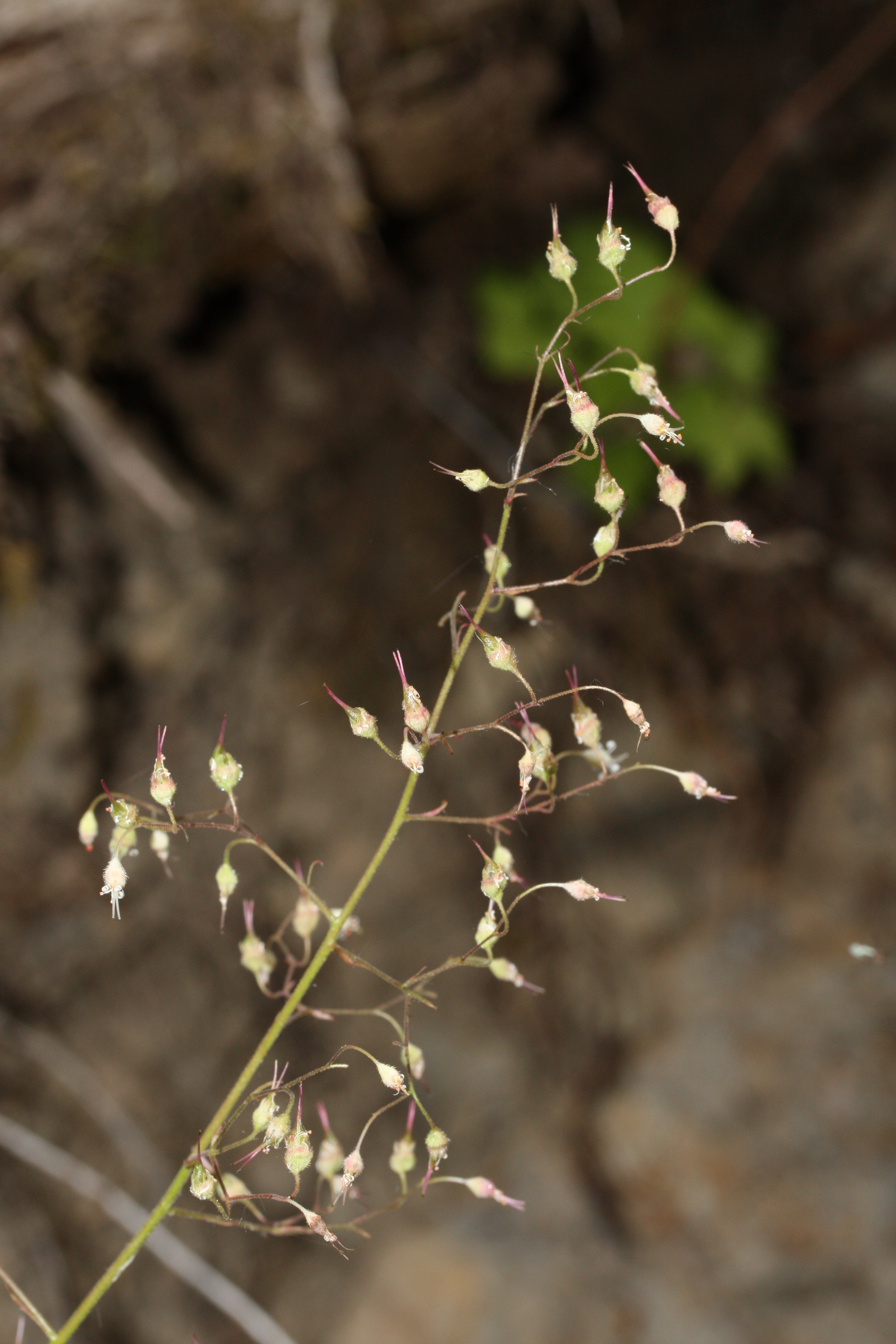